# Grand Prix Bahrajnu 2016
Grand Prix Bahrajnu 2016 (oficiálně 2016 Formula 1 Gulf Air Bahrain Grand Prix) se jela na okruhu Bahrain International Circuit nedaleko města Sachír v Bahrajnu dne 3. dubna 2016. Závod byl druhým v pořadí v sezóně 2016 šampionátu Formule 1.

## Kvalifikace
| Poř.                       | No. | Jezdec            | Konstruktér               | Časy v kvalifikaci | Časy v kvalifikaci | Časy v kvalifikaci | Pořadí na startu |
| Poř.                       | No. | Jezdec            | Konstruktér               | Q1                 | Q2                 | Q3                 | Pořadí na startu |
| -------------------------- | --- | ----------------- | ------------------------- | ------------------ | ------------------ | ------------------ | ---------------- |
| 1                          | 44  | Lewis Hamilton    | Mercedes                  | 1:31.391           | 1:30.039           | 1:29.493           | 1                |
| 2                          | 6   | Nico Rosberg      | Mercedes                  | 1:31.325           | 1:30.535           | 1:29.570           | 2                |
| 3                          | 5   | Sebastian Vettel  | Ferrari                   | 1:31.636           | 1:30.409           | 1:30.012           | 3                |
| 4                          | 7   | Kimi Räikkönen    | Ferrari                   | 1:31.685           | 1:30.559           | 1:30.244           | 4                |
| 5                          | 3   | Daniel Ricciardo  | Red Bull Racing-TAG Heuer | 1:31.403           | 1:31.122           | 1:30.854           | 5                |
| 6                          | 77  | Valtteri Bottas   | Williams-Mercedes         | 1:31.672           | 1:30.931           | 1:31.153           | 6                |
| 7                          | 19  | Felipe Massa      | Williams-Mercedes         | 1:32.045           | 1:31.374           | 1:31.155           | 7                |
| 8                          | 27  | Nico Hülkenberg   | Force India-Mercedes      | 1:31.987           | 1:31.604           | 1:31.620           | 8                |
| 9                          | 8   | Romain Grosjean   | Haas-Ferrari              | 1:32.005           | 1:31.756           |                    | 9                |
| 10                         | 33  | Max Verstappen    | Toro Rosso-Ferrari        | 1:31.888           | 1:31.772           |                    | 10               |
| 11                         | 55  | Carlos Sainz Jr.  | Toro Rosso-Ferrari        | 1:31.716           | 1:31.816           |                    | 11               |
| 12                         | 47  | Stoffel Vandoorne | McLaren-Honda             | 1:32.472           | 1:31.934           |                    | 12               |
| 13                         | 21  | Esteban Gutiérrez | Haas-Ferrari              | 1:32.118           | 1:31.945           |                    | 13               |
| 14                         | 22  | Jenson Button     | McLaren-Honda             | 1:31.976           | 1:31.998           |                    | 14               |
| 15                         | 26  | Daniil Kvjat      | Red Bull Racing-TAG Heuer | 1:32.559           | 1:32.241           |                    | 15               |
| 16                         | 94  | Pascal Wehrlein   | MRT-Mercedes              | 1:32.806           |                    |                    | 16               |
| 17                         | 9   | Marcus Ericsson   | Sauber-Ferrari            | 1:32.840           |                    |                    | 17               |
| 18                         | 11  | Sergio Pérez      | Force India-Mercedes      | 1:32.911           |                    |                    | 18               |
| 19                         | 20  | Kevin Magnussen   | Renault                   | 1:33.181           |                    |                    | PL               |
| 20                         | 30  | Jolyon Palmer     | Renault                   | 1:33.438           |                    |                    | 19               |
| 21                         | 88  | Rio Haryanto      | MRT-Mercedes              | 1:34.190           |                    |                    | 20               |
| 22                         | 12  | Felipe Nasr       | Sauber-Ferrari            | 1:34.388           |                    |                    | 21               |
| 107% času vítěze: 1:37.717 |     |                   |                           |                    |                    |                    |                  |
| Zdroj:                     |     |                   |                           |                    |                    |                    |                  |

Poznámky
1. ↑  Kevin Magnussen musel startovat z boxové uličky kvůli tomu, že se během druhého tréninku nedostavil k převážení jeho vozidla.

## Závod
| Poř.   | No. | Jezdec            | Konstruktér               | Počet kol | Čas/Odstoupení      | Pořadí na startu | Body |
| ------ | --- | ----------------- | ------------------------- | --------- | ------------------- | ---------------- | ---- |
| 1      | 6   | Nico Rosberg      | Mercedes                  | 57        | 1:33:34.696         | 2                | 25   |
| 2      | 7   | Kimi Räikkönen    | Ferrari                   | 57        | +10.282             | 4                | 18   |
| 3      | 44  | Lewis Hamilton    | Mercedes                  | 57        | +30.148             | 1                | 15   |
| 4      | 3   | Daniel Ricciardo  | Red Bull Racing-TAG Heuer | 57        | +1:02.494           | 5                | 12   |
| 5      | 8   | Romain Grosjean   | Haas-Ferrari              | 57        | +1:18.299           | 9                | 10   |
| 6      | 33  | Max Verstappen    | Toro Rosso-Ferrari        | 57        | +1:20.929           | 10               | 8    |
| 7      | 26  | Daniil Kvjat      | Red Bull Racing-TAG Heuer | 56        | +1 kolo             | 15               | 6    |
| 8      | 19  | Felipe Massa      | Williams-Mercedes         | 56        | +1 kolo             | 7                | 4    |
| 9      | 77  | Valtteri Bottas   | Williams-Mercedes         | 56        | +1 kolo             | 6                | 2    |
| 10     | 47  | Stoffel Vandoorne | McLaren-Honda             | 56        | +1 kolo             | 12               | 1    |
| 11     | 20  | Kevin Magnussen   | Renault                   | 56        | +1 kolo             | PL               |      |
| 12     | 9   | Marcus Ericsson   | Sauber-Ferrari            | 56        | +1 kolo             | 17               |      |
| 13     | 94  | Pascal Wehrlein   | MRT-Mercedes              | 56        | +1 kolo             | 16               |      |
| 14     | 12  | Felipe Nasr       | Sauber-Ferrari            | 56        | +1 kolo             | 21               |      |
| 15     | 27  | Nico Hülkenberg   | Force India-Mercedes      | 56        | +1 kolo             | 8                |      |
| 16     | 11  | Sergio Pérez      | Force India-Mercedes      | 56        | +1 kolo             | 18               |      |
| 17     | 88  | Rio Haryanto      | MRT-Mercedes              | 56        | +1 kolo             | 20               |      |
| Ret    | 55  | Carlos Sainz Jr.  | Toro Rosso-Ferrari        | 29        | Poškození po kolizi | 11               |      |
| Ret    | 21  | Esteban Gutiérrez | Haas-Ferrari              | 10        | Brzdy               | 13               |      |
| Ret    | 22  | Jenson Button     | McLaren-Honda             | 6         | Motor               | 14               |      |
| DNS    | 5   | Sebastian Vettel  | Ferrari                   | 0         | Motor               | —                |      |
| DNS    | 30  | Jolyon Palmer     | Renault                   | 0         | Hydraulika          | —                |      |
| Zdroj: |     |                   |                           |           |                     |                  |      |

## Průběžné pořadí po závodě
Pohár jezdců
|    | Pořadí | Jezdec           | Body |
| -- | ------ | ---------------- | ---- |
|    | 1      | Nico Rosberg     | 50   |
|    | 2      | Lewis Hamilton   | 33   |
| 1  | 3      | Daniel Ricciardo | 24   |
| 14 | 4      | Kimi Räikkönen   | 18   |
| 1  | 5      | Romain Grosjean  | 18   |

Pohár konstruktérů
|   | Pořadí | Konstruktér               | Body |
| - | ------ | ------------------------- | ---- |
|   | 1      | Mercedes                  | 83   |
|   | 2      | Ferrari                   | 33   |
| 1 | 3      | Red Bull Racing-TAG Heuer | 30   |
| 1 | 4      | Williams-Mercedes         | 20   |
|   | 5      | Haas-Ferrari              | 18   |